# 新垣武
新垣 武（あらがき たけし、1956年6月4日 - 2022年11月28日）は、沖縄県出身の囲碁棋士である。棋士段位は九段。

## 概要
1956年（昭和31年）6月4日生。沖縄県出身。故・二十三世本因坊栄寿門下。41年院生。
- 1971年（昭和46年）- 入段[2]
- 1973年（昭和48年）- 二段
- 1974年（昭和49年）- 三段
- 1976年（昭和51年）- 四段
- 1977年（昭和52年）- 五段
- 1982年（昭和57年）- 六段
- 1985年（昭和60年）- 七段
- 1989年（平成元年）- 八段
- 1994年（平成6年）- 九段
- 2020年（令和2年）- 引退[1]
- 2022年（令和4年）11月28日- 東京都内の病院で死去。66歳没[4]。

日本棋院東京本院所属。

## 棋戦主要履歴
昭和51年（1976年）
大手合第2部2等
昭和52年（1977年）
第2期棋聖戦四段戦優勝
昭和55年（1980年）
第5期棋聖戦五段戦優勝
昭和58年（1983年）
第8期棋聖戦六段戦連続優勝
昭和59年（1984年）
第9期棋聖戦六段戦連続優勝
昭和62年（1987年）
第26期十段戦本戦入り

## 履歴
囲碁関連受賞履歴
- 1977年（昭和52年） - 棋道賞「新人賞」受賞
- 2002年（平成14年） - 通算500勝達成

| 年     | 活動                                          |
| ------ | --------------------------------------------- |
| 1991   | 院生師範 七年間                               |
| 1993   | 棋士会 副会長                                 |
| 1994   | 訪中（北京） 四都市対抗戦 審判                |
| 1995   | 訪米 全米選手権 審判                          |
| 1996   | 訪米（一ヶ月半） 囲碁普及のため文化庁より派遣 |
| 1991 - | 囲碁サロン燦々にて活動                        |

## 著書
- 「攻めは我にあり」（日本棋院）
- 「新垣武の実戦に役立つ死活反復トレーニング」（NHK出版）